# John Boyd (Diplomat)

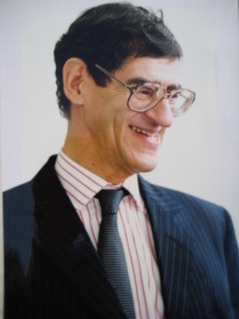
John Boyd

Sir John Dixon Iklé Boyd KCMG (* 17. Januar 1936; † 18. Oktober 2019) war ein britischer Diplomat, der unter anderem zwischen 1987 und 1989 stellvertretender Unterstaatssekretär im Außenministerium und zuletzt von 1992 bis 1996 Botschafter in Japan war. Boyd wurde aufgrund seiner verschiedenen Verwendungen ein Fachmann für China und Hongkong.

## Leben

### Studium, Beginn der diplomatischen Laufbahn und China-Fachmann
Boyd absolvierte nach dem Besuch der renommierten Westminster School ein Studium der modernen Sprachen am Clare College der University of Cambridge. 1962 trat er in das Außenministerium (Foreign Office) ein und fand Verwendung beim Gouverneur von Hongkong. Allerdings begann er zunächst ein zweijähriges Studium der chinesischen Sprache an der Yale University, das er mit einem Master of Arts (M.A.) beendete.
Im Anschluss kehrte er in das Büro des Gouverneurs von Hongkong zurück und wechselte im Februar 1965 an die Diplomatische Vertretung in der Volksrepublik China, die damals von Terence Garvey sowie kurz darauf von Donald Hopson als Geschäftsträger geleitet wurde. In dieser Zeit erholte sich die Volksrepublik China von den wirtschaftlichen Schwierigkeiten und den Auswirkungen der durch den Großen Sprung nach vorn ausgelösten Hungerskatastrophe, deren Opfer auf 15 bis 45 Millionen Menschen geschätzt wird. Zum anderen begann 1966 als eine Bewegung zur Beseitigung von Missständen in Staat und Gesellschaft die Kulturrevolution, in deren Verlauf der britische Reuters-Journalist Anthony Grey wegen der Berichterstattung über die mit massiven Menschenrechtsverletzungen und politischen Morden einhergehende Kulturrevolution verhaftet wurde. Am 12. Juli 1966 wurde er in den diplomatischen Dienst (Her Majesty’s Diplomatic Service) übernommen.
Nach seiner Rückkehr nach Großbritannien wurde Boyd 1967 Referent für Polen und Osteuropa in dem von Howard Smith geleiteten Nord-Referat des Außenministeriums, das sich mit Osteuropa und der Sowjetunion befasste. Im Anschluss wurde er 1968 China-Referent in dem für China, Taiwan, die Mongolische Volksrepublik und Japan zuständigen Fernost-Referat des Außenministeriums. 1969 wechselte er an die Botschaft in die USA und war dort als Asien-Referent in der Botschaftskanzlei tätig, wobei er sich insbesondere mit Fragen zum Vietnamkrieg, aber auch der SEATO befasste. Darüber hinaus beschäftigte er sich mit der als „Ping-Pong-Diplomatie“ bezeichneten Annäherung der USA an die Volksrepublik China, die letztlich zu Richard Nixons Besuch in China 1972 führte.
1973 wurde Boyd Erster Sekretär an der neu geschaffenen Botschaft in der Volksrepublik China und war dort zunächst Mitarbeiter von Botschafter John Mansfield Addis sowie ab dem 29. August 1978 von dessen Nachfolger Edward Youde. Nach dreijähriger Tätigkeit an der Botschaft in Peking folgte zwischen 1976 und 1977 eine Abordnung in das Schatzamt (HM Treasury), wo er sich mit der Erteilung von Finanzierungsgenehmigungen für Erdölunternehmen befasste.

### Stellvertretender Unterstaatssekretär und Botschafter
Daraufhin fungierte er von 1977 bis 1981 als Botschaftsrat sowie Leiter der Wirtschaftsabteilung an der Botschaft in der Bundesrepublik Deutschland und damit ein enger Mitarbeiter des damaligen Botschafters in der Bundesrepublik Deutschland Oliver Wright. Nach Beendigung der Verwendung in Bonn kehrte Boyd in die USA zurück und war diesmal von 1981 bis 1984 als Botschaftsrat an der Ständigen Vertretung bei den Vereinten Nationen in New York City tätig. Dort war Mitarbeiter der damaligen Ständigen Vertreter des Vereinigten Königreichs bei den Vereinten Nationen Anthony Derrick Parsons beziehungsweise seit 1982 von John Adam Thomson und insbesondere für Fragen zum Wirtschafts- und Sozialrat der Vereinten Nationen zuständig.
1984 wurde Boyd zum Assistierenden Unterstaatssekretär (Assistant Under-Secretary of State) ins Außenministerium (Assistant Under-Secretary of State) berufen, um den stellvertretenden Unterstaatssekretär Percy Cradock und den Unterstaatssekretär David Wilson zu entlasten, die mit dem Hongkong-Referat und dem Fernost-Referat intensiv mit den Verhandlungen mit der Volksrepublik China über die Verhandlungen zur Wiedereingliederung Hongkongs befasst waren, die letztlich zur Unterzeichnung der chinesisch-britischen gemeinsamen Erklärung zu Hongkong am 19. Dezember 1984 führte. Er selbst befasste sich in dieser Zeit mit Handelsproblemen mit Malaysia sowie mit Fragen über die Aufhebung von Beschränkungen in der Verfassung von Australien. Im Anschluss fungierte er von Januar 1985 bis Januar 1987 als Politischer Berater des Gouverneurs von Hongkong, Edward Youde. 1985 wurde er für seine Verdienste zum Companion des Order of St. Michael and St. George (CMG) ernannt.
1987 kehrte Boyd wieder ins Außenministerium zurück und war anfangs bis 1989 stellvertretender Unterstaatssekretär für Verteidigung und Geheimdienste (Deputy Under-Secretary of State (Defence and Intelligence)). Dabei war er unter anderem für die Beziehungen zum Verteidigungsministerium und die Koordinierung der Terrorismusbekämpfung zuständig und gehörte als Mitglied dem Vereinigten Geheimdienstausschuss JIC (Joint Intelligence Committee) an, dessen Vorsitzender der frühere stellvertretende Unterstaatssekretär Percy Cradock war. Danach bekleidete er im Außenministerium von 1989 bis 1992 die Position als Chief Clerk und befasste sich damit überwiegend mit internen Verwaltungsaufgaben im diplomatischen Dienst und Außenministerium. Am 13. Juni 1992 wurde er zum Knight Commander des Order of St. Michael and St. George (KCMG) geschlagen, so dass er fortan den Namenszusatz „Sir“ führte.
Zuletzt wurde Boyd 1992 Nachfolger von John Whitehead als Botschafter in Japan. Diesen Posten bekleidete er bis zu seinem Eintritt in den Ruhestand 1996. Während dieser Zeit gehörte er 1993 zu der von der Staatsministerin für Überseeentwicklung Lynda Chalker, Baroness Chalker of Wallasey geleiteten Delegation bei der ersten Tokioter Internationalen Konferenz für die Entwicklung Afrikas TICAD-I (Tokyo International Conference on African Development). Nachfolger als Botschafter in Japan wurde 1996 David Wright, der zuvor ebenfalls Deputy Under-Secretary of State war.
Nach seinem Ausscheiden aus dem aktiven diplomatischen Dienst wurde Boyd am 1. Oktober 1996 als Nachfolger von Alec Broers zum Master des Churchill College der University of Cambridge ernannt und bekleidete dieses Amt bis zu seiner Ablösung durch David Wallace 2006. Zugleich war von 1997 bis 2000 Vorstandsmitglied von British Nuclear Fuels (BNFL), aber auch zeitweise Vorsitzender des British Museum sowie als Vorsitzender der pan-asiatischen Organisation Asia House.
Boyd war zwei Mal verheiratet. In erster Ehe heiratete er 1968 Gunilla Kristina Ingegerd Rönngren sowie 1977 in zweiter Ehe Julia Daphne Raynsford.